# Anssi Melametsä
Anssi Melametsä (* 21. června 1961, Jyväskylä) je bývalý finský hokejista. Hrál na pozici útočníka. Finsko reprezentoval na Zimních olympijských hrách 1984 v Sarajevu a na MS 1983 a 1985.
V sezóně 1985/1986 odehrál 27 zápasů v NHL v týmu Winnipeg Jets. Zaznamenal v nich pouze 3 asistence.